# Euroméditerranée
Euroméditerranée ist der Name eines 1989 begonnenen Stadterneuerungsprojekts in Marseille.

## Geschichte

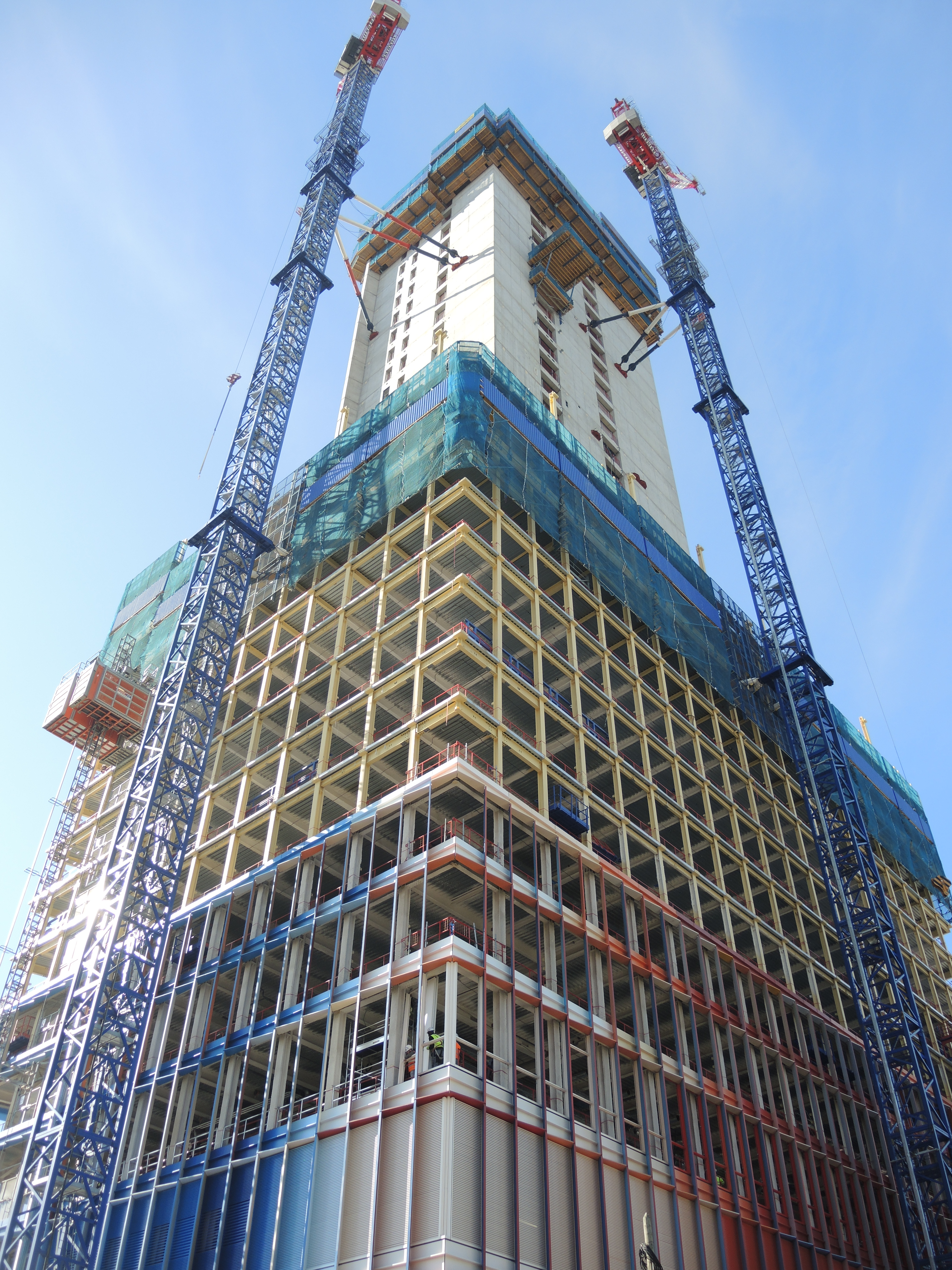
Marseille, Hochhaus la Marseillaise im Bau, März 2017

Das Projekt entstand 1989 aufgrund der Initiative des damaligen Bürgermeisters Robert Vigouroux. Vorbild war die geglückte Umgestaltung des Viertels um den Bahnhof Lyon-Part-Dieu in einen Central Business District der Stadt Lyon. Die eingesetzten Mittel stammen vom französischen Staat, von den betroffenen Gemeinden und Regionen, der Stadt Marseille, der Europäischen Union aber auch von privaten Investoren. Der Vertrag zur Gründung eines Etablissement Public d'Aménagement (EPA) wurde am 26. April 1994 geschlossen.
Das Projekt sollte 2012 abgeschlossen werden, es ist aber in eine zweite Phase übergetreten und wird immer noch fortgesetzt.
Einige Kennzahlen zur Planung und Realisierung, Stand April 2022: 1'000'000 m² Büros (65 % realisiert), 200'000 m² öffentliche Einrichtungen (50 % realisiert), 270'000 m² Geschäfte (75 % realisiert), 40 ha Grünflächen und öffentliche Räume (40 % realisiert), 18'000 neue Wohnungen (35 % realisiert), 7'000 renovierte Wohnungen (85 % realisiert). Euroméditerranée umfasst insgesamt ein Gebiet von 480 ha. Bis 2018 wurden 6,7 Milliarden € investiert, davon 1,2 Milliarden öffentliche Investitionen; für die Zukunft sind weitere 7 Milliarden € an privaten und öffentlichen Investitionen geplant.
In die erste Phase einbezogen sind die Stadtviertel La Belle de mai, Saint-Charles, La Joliette et Arenc, sowie die Rue de la République. Die Stadterneuerung bezieht sich auf eine Fläche von 3,1 km² im Zentrum von Marseille, in deren Zuge über Jahrzehnte vernachlässigte Wohnquartiere (mit einkommensschwacher Bevölkerung mit hohem Anteil von Einwanderern v. a. aus dem Maghreb) u. a. durch hunderttausende Quadratmeter Bürofläche ersetzt werden sollen („Gentrifizierung“).
Die Erschließung erfolgt durch die Marseiller Metro und durch die neue Linie T2 der Straßenbahn Marseille. Der im Dezember 2002 eröffnete Straßentunnel de la Major befreit das Sanierungsgebiet vom Durchgangsverkehr. Ein 2005 eröffneter Passagierhafen für das boomende Kreuzfahrtengeschäft soll es Marseille ermöglichen, in dieser Hinsicht mit Genua und Barcelona zu rivalisieren.
Entlang der Uferstraße Les Quais d'Arenc ist die moderne Skyline einer typischen Waterfront-Entwicklung im Entstehen. Die Tour CMA CGM wurde 2010 fertiggestellt, die Tour La Marseillaise 2018; das Projekt der Tour Horizon, 113 m hoch, Architekt Yves Lion, wurde auf 56 m und 18 Stockwerke reduziert, der Name wurde zu Tour La Porte Bleue geändert, mit dem Bau wurde 2021 begonnen; die Realisierung eines weiteren geplanten Hochhauses, der Tour H99, Architekt Jean-Baptiste Pietri, ist unsicher, mit dem Bau wurde bis April 2022 noch nicht begonnen.
Weniger hoch (31 m) ist Le Balthazar, ein von Roland Carta für die Gruppe Constructa entworfenes Bürogebäude, das 2014 fertiggestellt wurde.
Bereits bespielt wird das ebenfalls von Roland Carta geschaffene Veranstaltungszentrum Le Silo, ein umgebauter ehemaliger Getreidespeicher. Die frühere Tabakfabrik im Viertel Belle-de-Mai (üblicherweise als Friche la Belle de Mai bezeichnet) wurde in ein Medien- und Kulturzentrum umgewandelt. Hier sind auch das Stadtarchiv von Marseille und die Depotbestände der Marseiller Museen untergebracht.
Die zweite Phase des Projekts umfasst ein Gebiet von 170 ha nördlich des Gebiets der Phase 1, unter anderem mit den Quartieren les Crottes und le Canet. Ein Schwerpunkt liegt auf Ökologie und Nachhaltigkeit, das Projekt trägt das staatliche Label EcoCité. Auf dem 25 ha großen Gelände des heutigen Güterbahnhofs le Canet soll neben Wohnungen der Parc des Aygalades entstehen, der zusammen mit dem nördlich anschließenden Parc Billoux und dem Parc Bougainville im Süden eine große Grünfläche in der Stadt bilden wird, durch die der renaturierte Bach Ruisseau des Aygalades fließt, der heute kanalisiert ist oder unterirdisch verläuft.

## Kritik
Die Kritik am Projekt konzentriert sich auf den Vorwurf, die bisherigen Bewohner der Sanierungsgebiete würden planmäßig vertrieben. Die Vereinigung Un Centre Ville pour Tous setzt sich für diese benachteiligten Schichten ein.